# Le Festin (éditions)
 (mars 2012).
Pour les articles homonymes, voir Le Festin.
La maison d'édition Le Festin a été créée en 1989, à l'occasion de la parution de la revue trimestrielle du même nom, fondée par Xavier Rosan, avec Olivier Schiltz. Sous tutelle de l'association 1901 éponyme (dont les présidents ont été Stéphane Taurand jusqu'en 2019, puis Bertrand Sacaze jusqu'en 2024), elle a pour but de favoriser les connaissances en matières de patrimoines, de paysages et de création en Nouvelle-Aquitaine.
Le 8 décembre 2023, alors que l'association a été mise en redressement judiciaire, la revue est reprise par Le Bord de l'eau éditions qui en poursuit la parution en conservant son nom, sa ligne éditoriale et poursuivra son développement numérique.

## Ligne éditoriale de la revue
Le Festin s'efforce à mettre en valeur les patrimoines culturels des départements de la région Aquitaine, en s'appuyant sur des travaux de recherches mis à disposition du grand public sous forme de magazines. Textes, visuels, mise en page étaient destinés à rendre attractifs et accessibles au plus grand nombre les sujets développés. De même, la distribution de la publication dans un maximum de points de vente (librairies, marchands de journaux, Relay de gares et aéroports, grandes surfaces, etc.) a participé de cette stratégie d'amener les connaissances au plus près des habitants des territoires concernés. C'est aussi dans cet esprit que Le Festin s'est longtemps distingué en multipliant les rencontres avec les lecteurs (lancements de numéros, organisation de conférences, de visites, d'une grande braderie annuelle, participation à des Salons du Livre – de Paris à Pau, de Brive à Dax, etc.) et tout particulièrement avec les nombreux abonnés (1200 en 2024).
La revue Le Festin est soutenue par divers partenaires, notamment le Conseil régional de Nouvelle-Aquitaine, le ministère de la Culture (Drac Nouvelle-Aquitaine), les Conseils départementaux des Landes, de Lot-et-Garonne, et des Pyrénées-Atlantiques. Ces organismes et collectivités ont constitué à partir de 1997 un Comité de Pilotage, qui était chargé d'évaluer chaque année l'emploi des subventions et l'évolution de l'action. L'association a ainsi pu se professionnaliser et s'organiser en deux pôles, l'un destiné à la « production » (rédacteurs, photographes, graphistes), l'autre à la commercialisation – Le Festin devenant alors un des très rares éditeurs à avoir intégré en son sein la diffusion et la distribution de ses propres titres (à partir de 2018 de ceux des éditions de L'Horizon Chimérique).
Au moment de la création de la nouvelle région Nouvelle-Aquitaine, Le Festin a ouvert ses pages aux patrimoines des départements composant les anciennes régions Limousin et Poitou-Charentes, à l'occasion d'une nouvelle formule (2021), confiée au graphiste Franck Tallon.
Les premiers hors-série de la revue sont apparus à partir de 2005 avec un volume L'Aquitaine monumentale, réalisé en collaboration avec la conservation régionale des Monuments Historiques (Drac Aquitaine). Ont suivi, en 2006, les formules des «101 sites et monuments», avec Bordeaux un tour de ville en 101 monuments et, en 2016, celle des « ABC », avec L'ABC de Bordeaux (Prix de l’Office du tourisme Bordeaux Métropole 2022), toutes deux conçues par Xavier Rosan.
À la suite de Jean-Claude Lasserre, conservateur en chef du service de l'Inventaire, Dominique Dussol, historien de l'art, professeur des universités, en a été le président du comité scientifique jusqu'en 2023, dissout lors de la reprise par Le Bord de l'eau éditions

## Accès
Les bureaux de la revue Le Festin sont situés à Bordeaux-Bacalan dans un des bâtiments de l'ancienne raffinerie Saint-Rémy, devenue Béghin-Say.